# 네덜란드의 역사

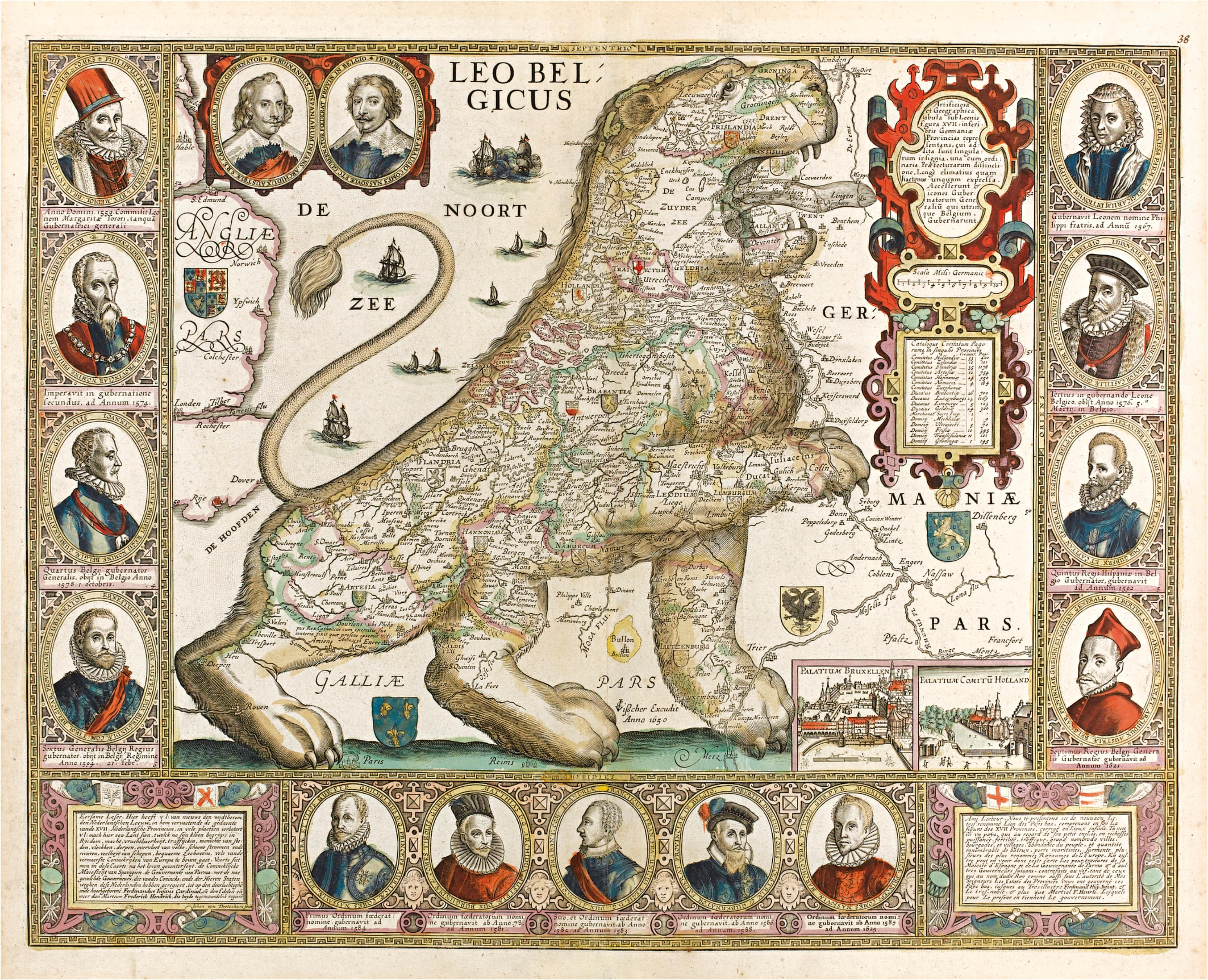

다음 문서는 네덜란드의 역사를 서술한다.

## 고대
지금의 네덜란드 영토에는 고대부터 프리슬란트인이 거주했다. 로마는 라인강을 국경으로 삼았기에 이들은 독자적인 사회를 유지할 수 있었다. 네덜란드는 카롤루스 마그누스가 다스리는 프랑크 왕국의 영토였다.

## 중세
11세기 중앙 권력의 힘이 약화되고 북방 민족의 침입이 잦아들자 네덜란드는 여러 지역으로 나뉘었다.

## 근세
가톨릭의 부패에 맞서 유럽에서 종교 개혁 운동이 전개되자 네덜란드에서도 개신교가 세를 불리기 시작했다. 네덜란드 동북부로는 독일의 영향을 받아 루터파가, 남부로는 프랑스의 영향을 받아 칼뱅파가 유입되면서 가톨릭은 큰 위기를 맞았다. 이를 해결하기 위해 스페인 국왕인 펠리페 2세는 1566년 총독을 파견했다. 총독은 세금을 이전보다 더 많이 징수하고 상업을 제한했으며, 가톨릭 교구를 신설하는 등 개신교 세력을 탄압하는 정책을 펼쳤다.
스페인의 가혹한 통치에 대한 반발이 거세지는 속에서 1568년 빌럼 판 오라녜는 총독에게 반기를 들고 흐로닝언에서 독립을 선언했다.

## 근대
벨기에가 네덜란드에서 이탈하자 빌럼 1세는 자국 내 자유주의 세력의 증가를 파악, 빌럼 2세에게 양위했다.

## 현대
제1차 세계 대전에서 네덜란드는 중립을 지켰다. 그러나 제2차 세계 대전 도중인 1940년 5월 10일 독일군은 네덜란드를 침입, 5월 14일에 항복을 받아냈다. 여왕 빌헬미나와 정부 각료들은 영국으로 탈출 후 런던에 망명정부를 차렸다. 이들은 전쟁이 끝날 때까지 레지스탕스를 지원하고 해외 영토를 관리하면서 대독 항전을 전개했다.

## 같이 보기
- 네덜란드의 인구
- 네덜란드령 동인도
- 네덜란드의 경제
- 벨기에의 역사
- 유럽의 역사
- 독일의 역사
- 유럽 연합의 역사
- 네덜란드의 군주
- 네덜란드의 정치
- 네덜란드의 주